# روبرت ميرفي
روبرت ميرفي (بالإنجليزية: Robert P. Murphy)‏ (ولد في 23 مايو من عام 1976 م) هو عالم اقتصاد، ومؤرخ، أمريكي ولد في مدينة نيويورك.
ينتمي ميرفي إلى المدرسة النمساوية وهو أحد المعتقدين في فلسفة اللاسلطوية الرأسمالية. نال درجة البكالوريوس في الاقتصاد من «كلية هيلزديل» عام 1998م، ودرجة الدكتوراه في الاقتصاد من جامعة نيويورك عام 2003م.
يعتبر روبرت ميرفي من مؤيدي التفسير الحرفي للكتاب المقدس ومن مشككي نظرية التطور.

## التعليم
تعلم في جامعة نيويورك.